# Türkische Gebärdensprache
Die türkische Gebärdensprache (türkisch Türk İşaret Dili, kurz TİD) ist die visuell-manuelle Sprache, in der türkischsprachige gehörlose und schwerhörige Personen miteinander kommunizieren.
Laut Zensus von 2000 gab es in der Türkei 89.043 Gehörlose.